# 이냐치오 카시스

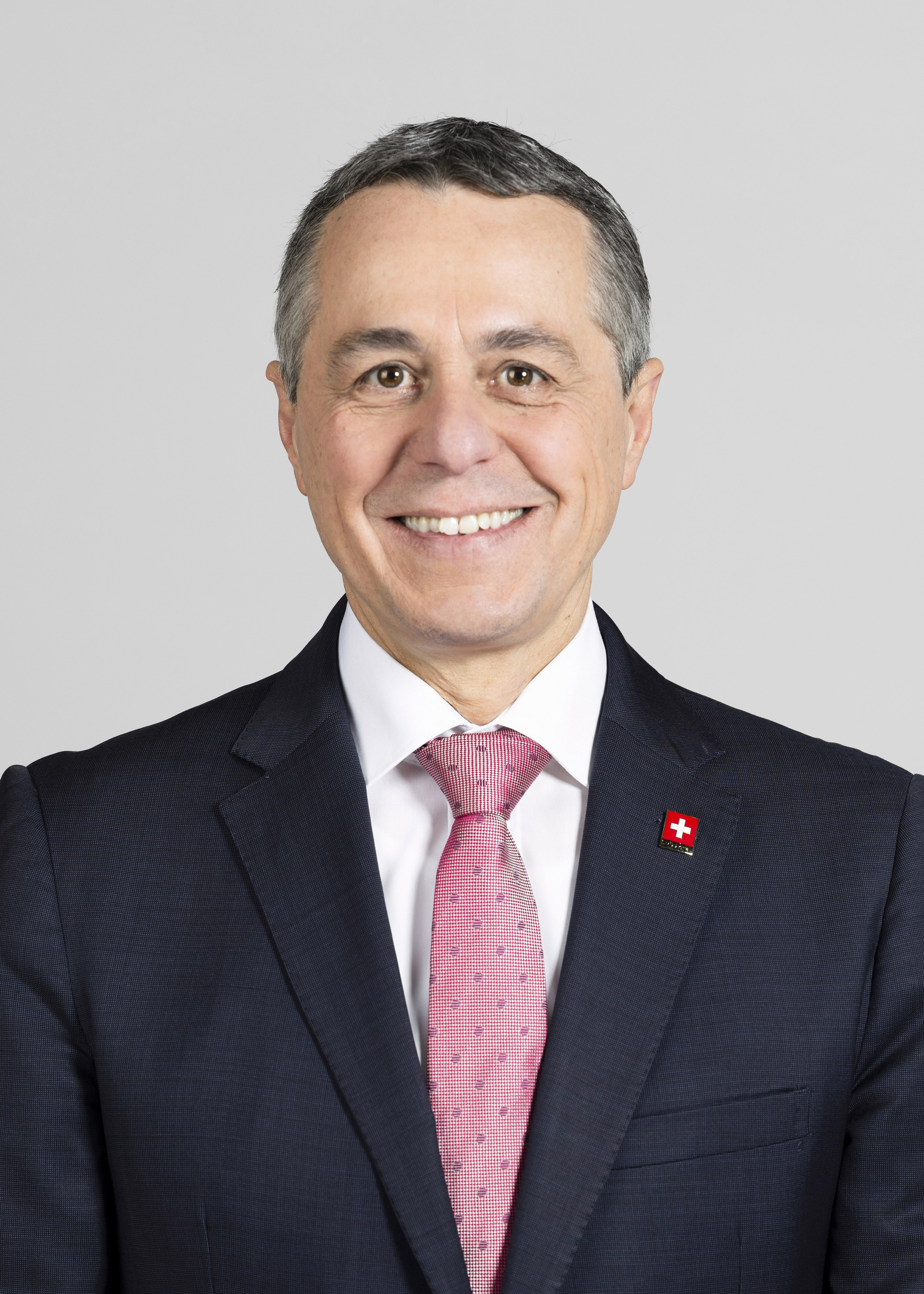
카시스(2024년)

이냐치오 다니엘레 조반니 카시스(이탈리아어: Ignazio Daniele Giovanni Cassis, 이탈리아어 발음: [iɲˈɲattsjo ˈkassis], 1961년 4월 13일~)는 스위스의 의사이자 정치인으로 2017년 11월 1일부터 스위스 연방의회의 의원직을 맡고 있다. 스위스 자유민주당의 당원이며 2017년 9월 20일 디디에 부르칼테르 사임에 따라 스위스 연방평의회에 선출되었다. 취임 이후 연방 외무부 장관을 맡아왔다. 2021년 12월 8일, 카시스는 2022년 스위스 연방의 회장으로 선출되었다.